# قهرمانی وزنه‌برداری جهان ۱۹۵۷
قهرمانی وزنه‌برداری جهان ۱۹۵۷ سی و سومین دوره از رقابت‌های قهرمانی جهان می‌باشد که از ۸ تا ۱۲ نوامبر ۱۹۵۷ در تهران، ایران برگزار گردید. در این دوره ۷۶ ورزشکار مرد از ۲۱ کشور رقابت کردند.

## خلاصه مدال‌ها
| رویداد               | طلا                                   | طلا      | نقره                                    | نقره     | برنز                             | برنز     |
| خروس‌وزن ۵۶ ک‌گ        | Vladimir Stogov · اتحاد جماهیر شوروی  | ۳۴۵٫۰ ک‌گ | علی صفاسنبلی · ایران                    | ۳۲۷٫۵ ک‌گ | محمود نامجوی · ایران             | ۳۲۰٫۰ ک‌گ |
| پر وزن ۶۰ ک‌گ         | یوگنی مینایف · اتحاد جماهیر شوروی     | ۳۶۲٫۵ ک‌گ | Sebastiano Mannironi · ایتالیا          | ۳۵۲٫۵ ک‌گ | آیساک برگر · ایالات متحده آمریکا | ۳۵۰٫۰ ک‌گ |
| سبک‌وزن ۶۷٫۵ ک‌گ       | ویکتور بوشوئف · اتحاد جماهیر شوروی    | ۳۸۰٫۰ ک‌گ | Ivan Abadzhiev · بلغارستان              | ۳۷۲٫۵ ک‌گ | Jan Czepułkowski · لهستان        | ۳۶۵٫۰ ک‌گ |
| میان‌وزن ۷۵ ک‌گ        | تامی کونو · ایالات متحده آمریکا       | ۴۲۰٫۰ ک‌گ | فئودور بوگدانوفسکی · اتحاد جماهیر شوروی | ۴۲۰٫۰ ک‌گ | Jan Bochenek · لهستان            | ۳۹۵٫۰ ک‌گ |
| سبک سنگین‌وزن ۸۲٫۵ ک‌گ | تروفیم لوماکین · اتحاد جماهیر شوروی   | ۴۵۰٫۰ ک‌گ | Jim George · ایالات متحده آمریکا        | ۴۲۲٫۵ ک‌گ | جلال منصوری · ایران              | ۴۱۲٫۵ ک‌گ |
| میان سنگین‌وزن ۹۰ ک‌گ  | آرکادی ووروبیوف · اتحاد جماهیر شوروی  | ۴۷۰٫۰ ک‌گ | محمدحسن رهنوردی · ایران                 | ۴۴۰٫۰ ک‌گ | فیروز پژهان · ایران              | ۴۲۷٫۵ ک‌گ |
| سنگین‌وزن ۹۰+ ک‌گ      | Aleksey Medvedev · اتحاد جماهیر شوروی | ۵۰۰٫۰ ک‌گ | Humberto Selvetti · آرژانتین            | ۴۸۵٫۰ ک‌گ | Alberto Pigaiani · ایتالیا       | ۴۵۲٫۵ ک‌گ |

## جدول مدال‌ها
| رتبه           | کشور                | طلا | نقره | برنز | مجموع |
| -------------- | ------------------- | --- | ---- | ---- | ----- |
| ۱              | اتحاد جماهیر شوروی  | ۶   | ۱    | ۰    | ۷     |
| ۲              | ایالات متحده آمریکا | ۱   | ۱    | ۱    | ۳     |
| ۳              | ایران               | ۰   | ۲    | ۳    | ۵     |
| ۴              | ایتالیا             | ۰   | ۱    | ۱    | ۲     |
| ۵              | آرژانتین            | ۰   | ۱    | ۰    | ۱     |
| ۵              | بلغارستان           | ۰   | ۱    | ۰    | ۱     |
| ۷              | لهستان              | ۰   | ۰    | ۲    | ۲     |
| مجموع (۷ کشور) | مجموع (۷ کشور)      | ۷   | ۷    | ۷    | ۲۱    |